# Ghiacciaio Minzuhar
Il ghiacciaio Minzuhar (in inglese Minzuhar Glacier) è un ghiacciaio lungo 6,5 km e largo 3, situato sulla costa di Oscar II, nella parte orientale della Terra di Graham, in Antartide. In particolare, il ghiacciaio si trova sul versante sud-orientale dell'altopiano Proibito, a sud-ovest del ghiacciaio Conca e a nord-est del ghiacciaio Coppa, e da qui fluisce verso sud-est, scorrendo tra la dorsale Metlichina e il nunatak Yordanov, fino ad entrare nella baia Borima, poco a nord di punta Furen.

## Storia
Il ghiacciaio Minzuhar è stato così battezzato dalla Commissione bulgara per i toponimi antartici in onore del villaggio di Minzuhar, nella Bulgaria meridionale.  